# یوانیس تئودوروپولوس
یوانیس تئودوروپولوس (یونانی: Ιωάννης Θεοδωρόπουλος) ورزشکار پرش با نیزه اهل یونان است.
از افتخارات وی میتوان به کسب مدال برنز در بازی‌های المپیک تابستانی ۱۸۹۶ اشاره کرد.